# 港珠澳口岸環形馬路
港珠澳口岸環形馬路（葡萄牙語：Estrada Circular Fronteiriça de Hong Kong-Zhuhai-Macau）當中車道全長約3100米，已經超越「友誼大馬路」（約2900米），成為澳門最長的街道。

## 歷史沿革
2018年3月15日，本路段正式命名為現名。從A區豚城大馬路進入，可圍繞澳門口岸人工島，也進入沿途所有馬路。
現時除了環形路西面進入邊檢大樓外，北面、東面和南面處於車輛禁止通行。
- 西面馬路
- 南面馬路與興建中第四條澳氹跨海大橋
- 東面馬路與港珠澳大橋

2018年10月23日15:00，本路段配合港珠澳大橋通車，作為大橋澳門口岸管理區及相關連接道路一部分作開放使用。
2023年2月18日，因應新城A區建設發展及進出港珠澳大橋珠澳口岸車流量日益增加，A區之交通需求呈持續增長趨勢。為優化A區往港珠澳大橋人工島的行車安排，交通事務局經評估周邊的交通狀況及道路條件，將靠近港珠澳大橋人工島入口的一段港珠澳口岸環形馬路改為雙線行車，增加一條行車線，以便車輛分別駛往港珠澳大橋澳門口岸的出境車道、入境大堂及西停車場等方向，減少該路口的車輛交織情況。新增之行車線將於同日上午完成地面標線後隨即開通。
2023年4月28日，豚城大馬路往本路段的右轉路段改為雙線行車，同時於本路段路左側車道旁綠化帶位置開闢出一個左轉路口，供車輛可直接駛往出境車道，相關路口於該年4月27日啟用。

## 相關街道
- 東城中大馬路
- 港珠澳口岸大馬路

## 重要地點
- 港珠澳大橋澳門邊檢大樓
- 港珠澳大橋消防行動站
- 治安警察局東區警司處
- 港珠澳大橋口岸海關入境貨倉[6]